# Orde van Sint-Nicolaas Thaumaturgus (Wrangel)

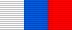
Lint

De Orde van Sint-Nicolaas Thaumaturgus (Russisch: О́рден Святи́теля Никола́я Чудотво́рца; Orden Svjatitelia Nikolaia Tsjoedotvortsa) oftewel "Orde van Sint Nicolaas de Wonderdoener" werd in de chaotische periode van de Russische Burgeroorlog in Rusland ingesteld door de anticommunistische generaal Wrangel. Wrangel bestreed de bolsjewieken en poogde om met westerse steun het keizerrijk weer te herstellen.
Het op 30 april 1920 ingestelde ereteken moest de oude en zeer gerespecteerde Orde van Sint-Joris, een onderscheiding voor moed, vervangen.
De generaal koos voor deze naam omdat Sint-Nicolaas in de Oosters-orthodoxe Kerk een zeer geliefde heilige is die ook als schutspatroon van het Witte leger gold.

## Het kruis
Het kruis van de orde is van ijzer en heeft in het midden een donkerblauw medaillon met een afbeelding van Sint-Nicolaas volgens de Russische iconografie. Rond het medaillon is een lauwerkrans aangebracht en op de ring staat "("Veroyu spasetsya Rossiya" oftewel "Rusland zal door het geloof behouden blijven". Op de keerzijde staat het jaartal "1920" op een half wit, half blauw medaillon. Het lint is wit-donkerblauw-rood.